# Thiocyanate de potassium
Le thiocyanate de potassium est le composé chimique de formule moléculaire KSCN. C'est un important et utile sel de l'anion thiocyanate, un des pseudohalogénures. Ce composé a aussi un point de fusion relativement bas au regard de la plupart des autres sels inorganiques.

## Utilisation en chimie organique
Une solution aqueuse de KSCN réagit quantitativement avec du Pb(NO3)2 pour donner Pb(SCN)2. Ce composé du plomb est utilisé pour convertir des chlorures d'acyles en thiocyanates.
KSCN convertit le carbonate d'éthylène (C3H4O3) en thiirane (sulfure d'éthylène : C2H4S). Pour cette réaction, le KSCN est d'abord fondu sous vide pour éliminer toute trace d'eau. Dans une réaction analogue, le KSCN convertit l'oxyde de cyclohéxène en l'épisulfure correspondant:
C6H10O + KSCN → C6H10S + KOCN
C'est aussi le produit de départ pour la synthèse de l'oxysulfure de carbone (sulfure de carbonyle).

## Autre usage
Une solution diluée de KSCN peut être utilisée pour créer des substituts du sang relativement réalistes au cinéma et au théâtre. Cette solution est peinte sur des surfaces et reste incolore. Quand une solution de chlorure ferrique est mise en contact de ses surfaces, le produit de la réaction est une solution de couleur rouge sang.
Ainsi, ce produit chimique est souvent utilisé pour simuler des stigmates. Parce que les deux solutions sont incolores, elles peuvent être placées séparément sur chaque main. Lorsque les mains sont mises en contact, les solutions réagissent et l'effet ressemble étonnamment à des stigmates.